# Ludwig Manfred Lommel
Pour les articles homonymes, voir Lommel (homonymie).
Ludwig Manfred Lommel (né le 10 janvier 1891 à Jawor en Silésie et mort le 19 septembre 1962 à Bad Nauheim) est un acteur et humoriste allemand.
Il est le père de l'actrice  Ruth Lommel et de l'acteur Ulli Lommel; son plus jeune fils  Manuel Lommel est réalisateur.

## Biographie
Né en 1891 en Silésie, il a servi durant la première Guerre mondiale en tant qu'officier de réserve. Après la guerre il s'est lancé dans une carrière de comique. Il était également musicien. Sa carrière en tant qu'acteur de cinéma s'étend de 1930 à 1956. Il meurt en 1962 d'une crise cardiaque.

## Filmographie
- 1930 : Kasernenzauber Wachtmeister Sturm
- 1936 : Paul and Pauline
- 1936 : Hilde and the Volkswagen
- 1937 : Hahn im Korb
- 1938 : Klimbusch macht Wochenende
- 1942 : Herr Schnick und Frau Schnack[3]
- 1956 : Facteur en jupons (Die Christel von der Post)